# Willowbrook (Illinois)
Willowbrook es un lugar designado por el censo ubicado en el condado de Will en el estado estadounidense de Illinois. En el Censo de 2010 tenía una población de 2076 habitantes y una densidad poblacional de 239,2 personas por km².

## Geografía
Willowbrook se encuentra ubicado en las coordenadas 41°27′13″N 87°32′18″O / 41.45361, -87.53833. Según la Oficina del Censo de los Estados Unidos, Willowbrook tiene una superficie total de 8.68 km², de la cual 8.64 km² corresponden a tierra firme y (0.48%) 0.04 km² es agua.

## Demografía
Según el censo de 2010, había 2076 personas residiendo en Willowbrook. La densidad de población era de 239,2 hab./km². De los 2076 habitantes, Willowbrook estaba compuesto por el 54.91% blancos, el 39.74% eran afroamericanos, el 0.48% eran amerindios, el 0.63% eran asiáticos, el 0% eran isleños del Pacífico, el 2.55% eran de otras razas y el 1.69% pertenecían a dos o más razas. Del total de la población el 5.64% eran hispanos o latinos de cualquier raza.